# (4154) Rumsey
(4154) Rumsey ist ein Hauptgürtelasteroid, der am 10. Juli 1985 von Alan C. Gilmore und Pamela Margaret Kilmartin vom Mt John University Observatory in Neuseeland aus entdeckt wurde.
Der Asteroid wurde nach Norman J. Rumsey, einem optischen Handwerker aus Neuseeland, benannt.